# Louis-François Allard
Louis-François Allard (nacido el 17 de agosto de 1735 en Craon y murió el 30 de junio de 1819 en Château-Gontier) fue médico y político francés.

## Biografía

### Origen
Su padre, René Allard, comerciante, fue uno de los notables de Craon. René Allard se había casado con Marthe-Marie Gousset; el 10 de mayo de 1734, ella le dio un hijo al que se le dio el nombre de Louis-François.

### Revolución Francesa
Fue elegido diputado del tercer estado a los Estados Generales por la Sénéchaussée de Anjou el 20 de marzo de 1789.